# Spähpanzer SP I.C.
Spähpanzer SP I.C.（中文："侦察坦克")是德国以增强轻型坦克的反坦克火力而建造的实验型坦克。这是为了让轻型坦克在侦察的同时具备反坦克的火力，这项工程已被終止。在蓝图上拥有两个原型车版本但实际建造出来的只有一辆， Spähpanzer SP I.C.  现存于德国科布伦茨博物馆。

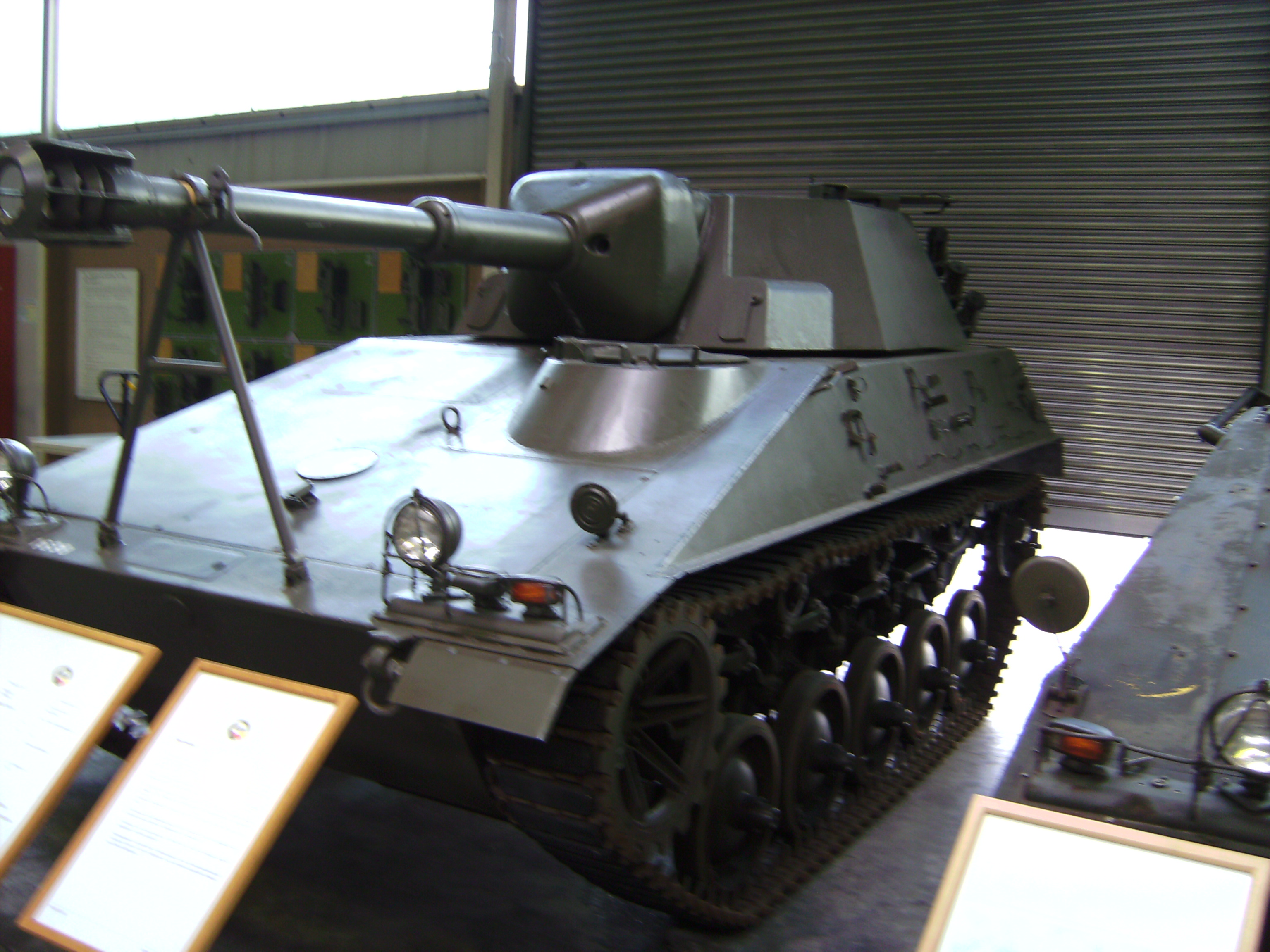
德国科布伦茨博物馆里的SP 1.C.